# المدرسة الأرمنية (لارنكا)

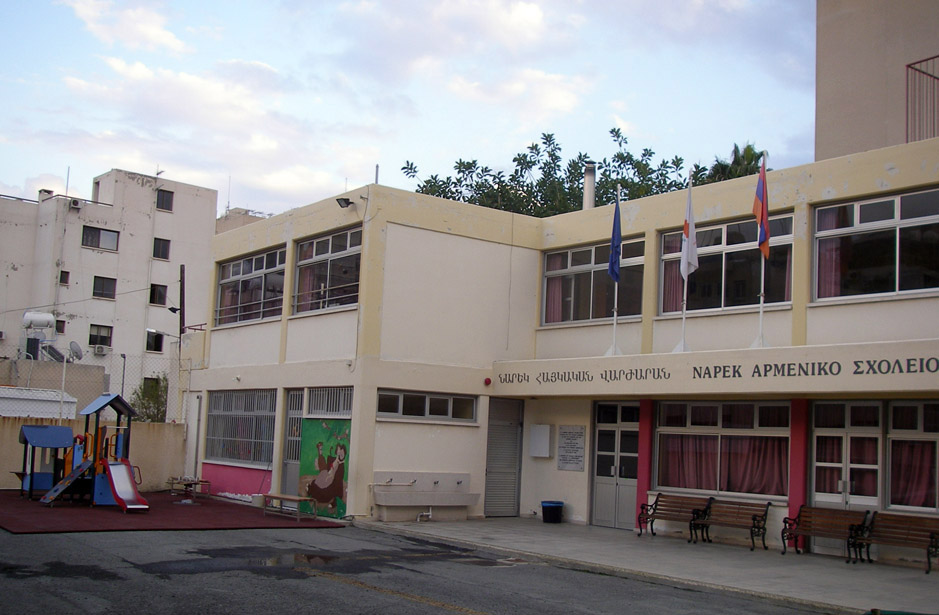
المدرسة الأرمنيَّة في لارنكا.

المدرسة الأرمنية في لارنكا، اعتباراً من 1972 ودعا «ناريك»، بعد القديس كريكور، والذي ويقع في شارع كنيسة سيدة النجاة وسط لارنكا، بجوار كنيسة سورب. تم بناء المبنى الحالي بين 1993-1995 من قبل الخدمات الفنية في وزارة التربية والتعليم وافتتح يوم 18 مايو عام 1996 من قبل رئيس قبرص جلافكوس كليريدس. في الوقت الراهن، المدرسة لديها نحو 25 طالباً. كما في جميع المدارس الأخرى ناريك (نيقوسيا، لارنكا وليماسول) والتي تقع تحت إدارة واحدة.
تعتبر المدرسة أول مدرسة أرمنية تعمل في لارنكا في عام 1909 من قبل ريبيكا كومداسين. أضنة الأسقف تبرعت بالأموال لبناء مبنى مدرسة صغيرة، وقد سميت بالمدرسة الوطنية. في عام 1917 تبرعت ملكة جمال هانيم إيرمن بالأموال لبناء غرفة أخرى بجوار الكنيسة. ولقد تدفق أعداد كبيرة من اللاجئين الناجين من الإبادة الجماعية للأرمن ولذلك أصبحت ضرورة استخدام مبنى أكبر. لذلك، وفي عام 1923 «المدرسة الوطنية الأرمنية» تم بناؤه من قبل جمعية أضنة للتربية وفي عام 1926 تم إضافة طابق آخر بمساهمة سخية من كاربيد ملكونيان، أحد مؤسسي معهد ملكونيان للتربية. واسنخدمت المباني المدرسية القديمة مأوى لبعض اللاجئين من الجالية اللبنانية الأرمنية، الذين جأو إلى قبرص بين عام 1975-1990.